# Geert Van Bondt
Geert Van Bondt (* 18. November 1970 in Ninove) ist ein ehemaliger belgischer Radrennfahrer.
Geert Van Bondt war Profi von 1993 bis 2004. Sein größter Erfolg war der Sieg im Jahre 2000 beim Rennen Gent–Wevelgem, bei dem er unter anderen Peter Van Petegem, Johan Museeuw und Tristan Hoffman hinter sich ließ. Im selben Jahr nahm er zum einzigen Mal an der Tour de France teil, die er auf dem 118. Platz in der Endabrechnung abschloss. Ebenfalls im Jahre 2000 belegte er beim Rennen Kuurne–Brüssel–Kuurne den zweiten Platz hinter Andreï Tchmil und vor Jaan Kirsipuu, Romāns Vainšteins und Jo Planckaert. 1996 siegte er im Grote Prijs Stad Sint-Niklaas.